# ドナルドのプラスチック時代
『ドナルドのプラスチック時代』（ドナルドのプラスチックじだい、原題：The Plastics Inventor）は、ウォルト・ディズニー・プロダクション（現：ウォルト・ディズニー・カンパニー）が製作した1944年9月1日公開のアニメーション短編映画作品。
ドナルドダック・シリーズの第53作である。

## あらすじ
ドナルドは『バターフィールド教授のアマチュア工作教室』というラジオ番組で、プラスチックで出来た羽根よりも軽い飛行機を作りあげた。ドナルドはさっそく処女飛行にと、その飛行機を飛ばすが、実はこの飛行機はある重大な問題を抱えていたのである。

## スタッフ
- 製作：ウォルト・ディズニー
- 監督：ジャック・キング
- 脚本：ジャック・ハンナ、ディック・シャウ
- 音楽：オリバー・ウォレス
- 原画：ポール・アレン、ビル・ジャスティス、ブラッド・ケース、ドン・タウズリー
- 美術：アーネスト・ノードリ
- 背景：メルル・コックス

## キャスト
| キャラクター         | 原語版               | 旧吹き替え版 | 新吹き替え版 |
| -------------------- | -------------------- | ------------ | ------------ |
| ドナルドダック       | クラレンス・ナッシュ | 関時男       | 山寺宏一     |
| バターフィールド教授 | ?                    | 西本裕行     | ?            |
| ナレーター           | -                    | 江原正士     | -            |

## 日本での公開

### 収録
- 『ドナルドダック・クロニクル Vol.2 限定保存版』（DVD、ブエナ・ビスタ・ホーム・エンターテイメント、新吹き替え版）